# 23198 Норвел
23198 Норвел (23198 Norvell) — астероїд головного поясу, відкритий 2 вересня 2000 року.
Тіссеранів параметр щодо Юпітера — 3,302.